# Athoomorphus cylindricus
Athoomorphus cylindricus is een keversoort uit de familie Cebrionidae. De wetenschappelijke naam van de soort is voor het eerst geldig gepubliceerd in 1898 door Schwarz.